# A Cell Divides
A Cell Divides è un singolo del gruppo musicale britannico Haken, pubblicato il 19 ottobre 2018 come terzo estratto dal quinto album in studio Vector.

## Video musicale
Il video, reso disponibile in concomitanza con il lancio del singolo, è stato girato prevalentemente al rallentatore e mostra il gruppo eseguire il brano all'interno di una stanza illuminata da luci rosse, in tema con la copertina dell'album.

## Tracce
Testi e musiche degli Haken.
1. A Cell Divides – 4:57

## Formazione
Gruppo
- Ross Jennings – voce
- Richard Henshall – chitarra
- Charlie Griffiths – chitarra
- Conner Green – basso
- Diego Tejeida – tastiera, sound design
- Raymond Hearne – batteria

Produzione
- Haken – produzione
- Anthony Leung – ingegneria parti di batteria
- Adam "Nolly" Getgood – ingegneria parti di batteria, missaggio
- Diego Tejeida – produzione e ingegneria parti vocali
- Chris McKenzie – ingegneria del suono aggiuntiva parti vocali
- Sebastian Sendon – assistenza tecnica parti vocali
- Ermin Hamidovic – mastering